# 付晓光
付晓光（1952年5月—）黑龙江肇源县人，毕业于吉林工业大学。2003年1月担任黑龙江省副省长，在2004年10月“自动”请辞，并被免去省委委员职务。2013年7月，付晓光喝酒时陪酒人醉死，付晓光被免去黑龙江省政府亚布力度假区领导小组常务副组长职务，由副省级待遇降为正局级，留党察看一年。

## 生平
1952年，付晓光出生于黑龙江省肇源县肇源镇。
1958年9月-1964年7月， 就读于肇源县第一小学（实验小学）。
1964年9月-1966年7月，就读于肇源一中初中，毛泽东发起文化大革命后，停课“闹革命”。
1968年10月-1971年，付晓光参加工作，在国家建委六局机运处汽车队工人。
1971-1973年，肇源县汽车大修厂工人。
1973年夏，付晓光被推荐以“工农兵学员”的身份进入吉林工业大学汽车设计和制造学习，1977年毕业。
1977-1978年，任绥化地区交通局技术员。
1978-1984年，任黑龙江省交通局运输处、基层处干部。
1984-1988年，任黑龙江省交通公安局副局长。
1988-1990年，任黑龙江省交通公安局政委。
1990-1992年，任黑龙江省公路运输管理局党委书记。
1992-1995年，任黑龙江省交通专科学校党委副书记、校长。
1995-1999年，任黑龙江省交通厅厅长、党组书记。
1999年12月，任黑龙江省长助理、省政府党组成员。
2003年1月，任黑龙江省副省长。
2004年10月，辞职。此时，黑龙江省委指出，付晓光等五名副省级干部“涉及问题严重，已不适于担任领导职务”。
2010年，出任黑龙江省乒乓球联合会主席，享受副省级待遇。
2012年，担任黑龙江亚布力旅游区开发指挥部的副总指挥，享受副省级待遇。
2013年7月，付晓光因私公款消费，大量饮酒并造成陪酒人员“一死一伤”严重后果，经中央纪委常委会研究并报中央批准，给予付晓光留党察看一年处分，按程序免去其黑龙江省政府亚布力度假区领导小组常务副组长职务，由副省级降为正局级。
2014年12月16日，付晓光出现在反腐题材系列电视专题片《作风建设永远在路上》第二集《正风肃纪》中。